# Аншар
Аншар та Кішнар — в аккадській та шумерській міфології божества, що належать до старшого покоління богів, батьки небесного бога Ану. Батьками божеств були боги — чудовиська Лахму і Лахаму. Даних про культи Аншара та Кішнар немає, а отже вони можуть бути плодом богословських спекуляцій в зв'язку з розвитком культу Мардука. Однак були згадки про Аншара та Кішнар у поемі Енума Еліш (2 — га половина ІІ тисячоліття до н. е.) В І тисячолітті до н. е. Аншар був утотожнений з головним богом Ассирії Ашшуром, як суперник Мардука піднісся над всіма богами, оскільки в ассирійській версії поеми головний герой не Мардук (як у вавилонській версії), а Аншар — Ашшур.
Щодо Кішнар — вона богиня матері землі, про неї згадується всього лиш один раз на початку поеми «Енума Еліш».